# پالیوشکا پولیه
پالیوشکا پولیه (به روسی: Полюшко Поле) نام یک ترانه روسی است. این ترانه در زمان جنگ داخلی روسیه، توسط «لیف کنیپر» بر روی شعری از «ویکتور گوسیف» در سال ۱۹۳۳ ساخته شده و توسط سربازان و گروه موسیقی ارتش سرخ خوانده می‌شده‌است.
اجراهای مختلفی از این ترانه و آهنگ آن ساخته و اجرا شده است. نسخه سمفونیک آن را «لیف کنیپر» در سمفونی شماره ۴ خود بنام «شعری برای سرباز کمسومول» در سال ۱۹۳۴ نوشت.
گلن میلر نیز اجرایی در سبک سوئینگ از این آهنگ بنام «گشتی روس» دارد. 

## در ایران
سرودی میهن پرستانه بنام سرود «جان نثاران» بر اساس ترانه پالیوشکا پولیه به زبان فارسی ساخته شده که اولین بار در دهه پنجاه خورشیدی، توسط گره کر در دانشگاه ملی ایران اجرا شد.
سرود «جان نثاران»
| ما جان نثارانیم             |  | در راه وطن قربانیم        |
|                             |  |                           |
| ما فرزندان سیروس و ساسانیم  |  | در دل عشق وطن پرورانیم    |
|                             |  |                           |
| در دامان میهن               |  | با خون نوشتیم ای وطن      |
|                             |  |                           |
| گر تو نباشی میهن، نباشیم ما |  | در راه تو از جان گذریم ما |
|                             |  |                           |
| با خون دلیران               |  | شد خاک میهن در امان       |
|                             |  |                           |
| با خون آنها بر روی پیشانی   |  | نوشتیم بهر وطن قربانیم    |

## متن شعر
بسته به طول آهنگ و موضوع مراسم، متن‌های کوتاه و بلندی برای این آهنگ تنظیم می‌شود.
متن زیر ترجمه‌ای است از شعری که برای این اثر توسط گوسیف سروده شده:
- سرزمین. ای سرزمین من. ای سرزمین پهناور من
- بر پهنه این سرزمین پهناور قهرمانان در راهند
- آه، ای قهرمانان ارتش سرخ
- امروز دخترکان گریانند
- امروز دخترکان غمگینند
- و محبوب‌هایشان که می‌روند
- به سفری دور و دراز
- آه، که می‌روند برای پیوستن به ارتش
- دخترکان نگاه کنید
- دخترکان اشک هایتان را پاک کنید
- بیایید سرودمان را محکمتر بخوانیم
- سرود ما سرودی جنگیست
- دخترکان نگاه کنید
- به جاده پیش رویمان نگاه کنید
- چه جادهٔ طولانی و پر پیچ و خمی
- چه جادهٔ پرشوری

### نمونه متن کوتاه
نمونه‌ای از متن کوتاه (چهاربندی) از شعر پالیوشکا پولیه که توسط گروه کُر (هم آوازی) ارتش سرخ در یوتیوب اجرا شده در زیر ارائه می‌شود:
|  | Полюшко-поле, полюшко, широко поле, Eдут по полю герои, Эх, да красной армии герои. Девушки плачут, Девушкам сегодня грустно, Милый надолго уехал, Эх, да милый в армию уехал. Девушки, гляньте, Девушки, утрите слезы. Пусть сильнее грянет песня Эх, да наша песня боевая! Девушки, гляньте, Гляньте на дорогу нашу Вьётся дальняя дорога Эх, да развесёлая дорога. |